# Ampelocalamus breviligulatus
Ampelocalamus breviligulatus är en gräsart som först beskrevs av Tong Pei Yi, och fick sitt nu gällande namn av Christopher Mark Adrian Stapleton. Ampelocalamus breviligulatus ingår i släktet Ampelocalamus och familjen gräs. Inga underarter finns listade i Catalogue of Life.